# Arasiramani
Arasiramani es una ciudad y nagar Panchayat situada en el distrito de Salem en el estado de Tamil Nadu (India). Su población es de 14834 habitantes (2011).

## Demografía
Según el censo de 2011 la población de Arasiramani era de 14834 habitantes, de los cuales 7665 eran hombres y 7169 eran mujeres. Arasiramani tiene una tasa media de alfabetización del 63,30%, inferior a la media estatal del 80,09%: la alfabetización masculina es del 74,36%, y la alfabetización femenina del 51,55%.